# Burgstall Wildenstein
Der Burgstall Wildenstein bezeichnet den Rest einer abgegangenen, hochmittelalterlichen Höhenburg, etwa 350 Meter nordnordwestlich der Brücke über die Wolfsteiner Ohe bei Buchberg, einem Ortsteil der Gemeinde Hohenau im Landkreis Freyung-Grafenau in Bayern. Burg Wildenstein wurde später nach ihren neuen Besitzern, den Buchbergern, Altenbuchberg genannt. Heute haben sich nur noch sehr wenige Reste der Burg erhalten, wie zwei Gräben und die heutige Kirche St. Erasmus, die einstige Burgkapelle. Die Anlage wird als Bodendenkmal unter der Aktennummer D-2-7146-0003 im Bayernatlas als „untertägige Befunde des Mittelalters und der frühen Neuzeit im Bereich des Burgstalls Wildenstein sowie der ehem. Burgkapelle St. Erasmus“ geführt.

## Geografische Lage
Die heute größtenteils bewaldete, aber auch mit Wohnhäusern und der katholischen Filialkirche St. Erasmus bestandene Burgstelle liegt in 547 m ü. NHN Höhe auf einem Geländesporn, der zuerst nach Südwesten und anschließend nach Südsüdwesten in den Zwickel zwischen der Wolfsteiner Ohe und des Buchberger Baches hinein ragt. Dieser Sporn wird im Süden sowie im Osten von steilen Abfall des Geländes zur Wolfsteiner Ohe und im Westen und Nordwesten vom tief eingeschnittenen Tal des Buchberger Baches geschützt. Nach Nordosten steigt das Vorgelände anschließend weiter an, und überhöht die Burgstelle bald.
Etwa 280 Meter südwestlich der ehemaligen Burg Wildenstein befindet sich durch eine Senke getrennt auf einer Bergzunge die Burgruine Neuenbuchberg.

## Geschichte
Die Burg Wildenstein wurde zur Sicherung des sogenannten „Landes der Abtei“ um das Jahr 1200 vom Passauer Bischof Wolfker von Ellenbrechtskirchen erbaut. Sie wurde 1308 erneuert. 1369 wurden die Puchberger mit der Burg belehnt, sie gaben ihr den Namen Altenbuchberg. Von der ehemaligen Burganlage ist nichts erhalten, heute ist die Stelle als Bodendenkmal D-2-7146-0002 „Archäologische Befunde und Funde des Mittelalters und der frühen Neuzeit im Bereich des Burgstalls Wildenstein sowie der ehemaligen Burgkapelle St. Erasmus“ vom Bayerischen Landesamt für Denkmalpflege erfasst.

## Beschreibung
Die zweiteilige Burgstelle wird von einem äußeren Graben gegen das Vorgelände gesichert, durch den heute die Ortsverbindungsstraße von Buchberg zur Buchbergmühle verläuft. An diesen äußeren Graben schließt sich das unregelmäßige Gelände der Vorburg an. Die Vorburg wird von der Hauptburg durch einen inneren Graben getrennt, durch welchen heute ebenfalls eine Straße zum Wohnhaus 56 führt. Dieser innere breite Halsgraben verläuft leicht geschwungen und sicherte die Hauptburg ab. Das Areal der Hauptburg an der Spitze des Spornes gelegen ist kegelförmig und trägt ein ovales Plateau. Das Plateau auf der Spitze dieses Kegels ist maximal 30 Meter lang und 19 Meter breit und nach Südwesten leicht geneigt. Zum Halsgraben hin trägt das Plateau einen rund vier Meter hoch ansteigenden Schildwall, dessen Spitze zehn Meter über der Sohle des Grabens liegt.
An der äußersten Spitze des Spornes befindet sich die Kirche St. Erasmus aus der Mitte des 17. Jahrhunderts, die aus der früheren Burgkapelle hervorgegangen ist.